# Paul Troger

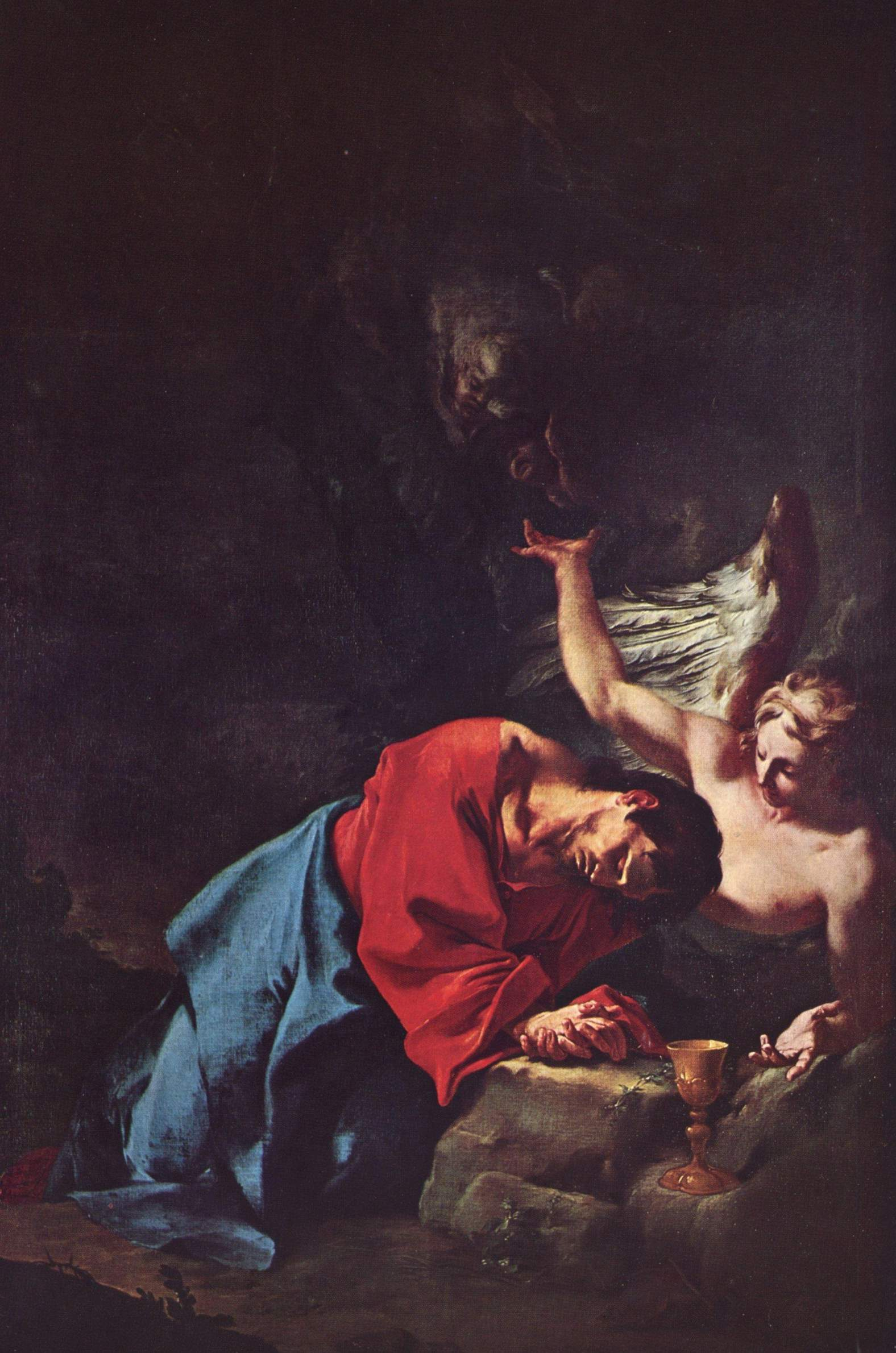
Cristo en el Monte de los Olivos

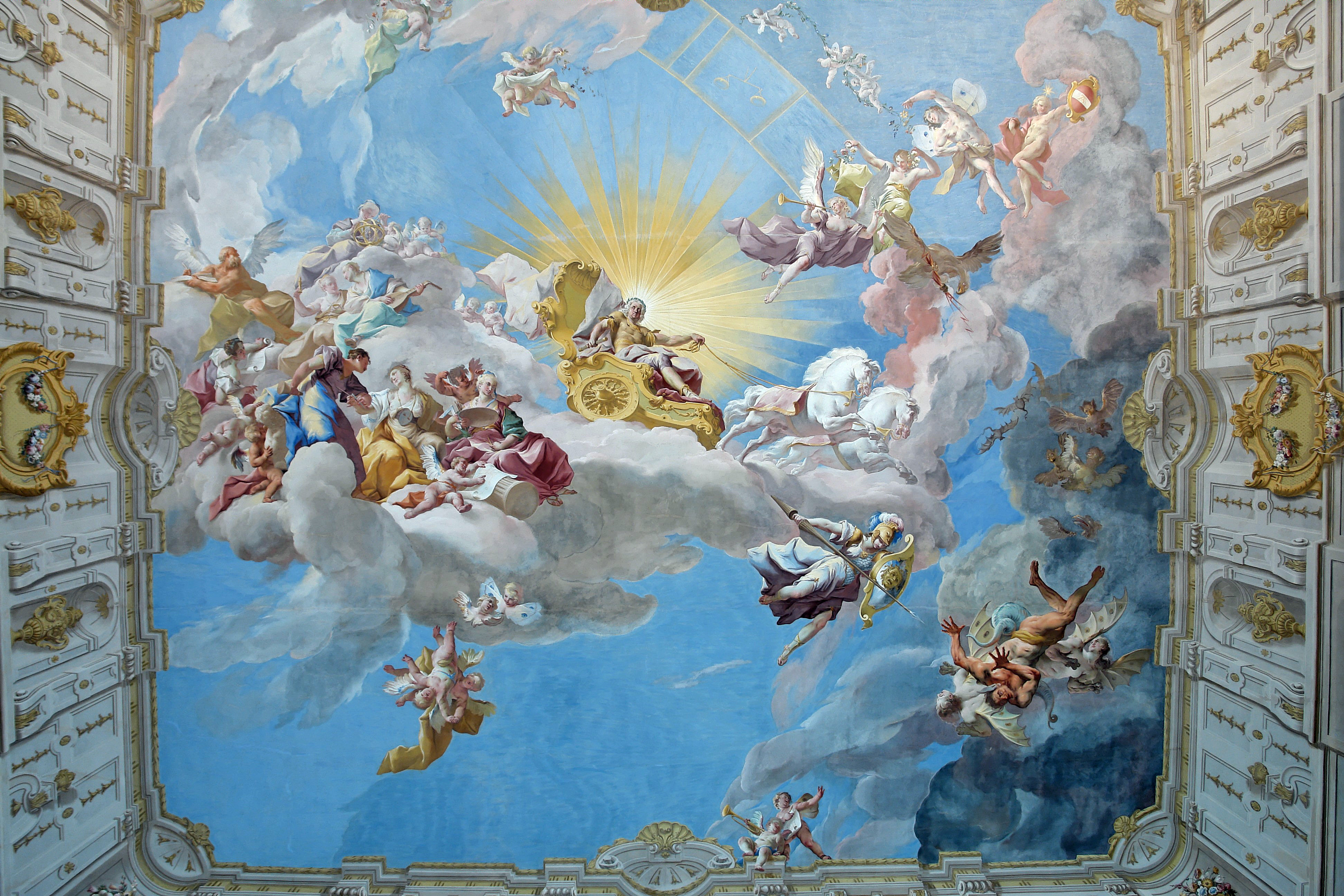
Apoteosis de Carlos VI, fresco de Paul Troger (1739), escalera imperial de la abadía de Göttweig.

Paul Troger (Welsberg en Pustertal Tirol, 30 de octubre de 1698 - Viena, 20 de septiembre de 1762) fue un pintor austriaco de la época rococó. 
Realizó un largo viaje a Italia antes de 1722, conociendo entre otros a Sebastiano Ricci en Venecia y Francesco Solimena en Nápoles, con quienes posiblemente estudió. Solimena se convirtió en su principal modelo. 
De 1727-28 es su primera obra maestra, el retablo y fresco de la cúpula de la iglesia de San Gaetano en Salzburgo. Posteriormente marchó a Viena, donde los pintores predominantes eran Rottmayr y Gran, por lo que se fue a la Baja Austria. Realizó muchas pinturas al fresco para los monasterios de esta región, a menudo en colaboración con su compatriota tirolés, el arquitecto Joseph Munggenast.
A estos trabajos hay que añadir:
- Abadía de Melk: Sala de mármol y biblioteca, 1732
- Abadía de Zwettl, 1733
- Abadía de Altenburgo: Fresco de la cúpula de la iglesia: una interpretación del Apocalipsis de Juan, uno de los más importantes frescos barrocos en Europa central, perteneciente al año 1733; Biblioteca: en el medio una representación del rey Salomón y la reina de Saba, 1742
- Abadía de Seitenstetten: Sala de mármol 1735, Sala principal y biblioteca, 1741
- Abadía de Geras: Refectorio, 1738
- Abadía de Göttweig: Escalera imperial: Apoteosis de Carlos VI, que en este curioso fresco está representado como Apolo, 1739

Su última gran obra fue el altar mayor de la catedral de Brixner, pintado en un estilo muy expresivo que estableció una tendencia (1750). A partir de entonces, sólo creó cuadros de caballete. 
Desde 1754 hasta 1757 Paul Troger fue rector de la Academia de Bellas Artes de Viena.
Troger usó la luz y el color con un propósito alegórico, de manera que casi siempre, en sus cuadros, hay una parte de luz y otra de sombra. También usa figuras alegóricas, que funcionan como «fuente de luz», lo que suscita también problemas de perspectiva. Se opone a la obra de Gran, más clásico frente a la expresividad de Troger. Esta característica se transmite a su principal alumno, Franz Anton Maulbertsch. Otro importante seguidor fue Martin Knoller. Kokoschka conscientemente se situó a sí mismo en la línea de tradición Troger-Maulbertsch.